# Нільс Лінд
Нільс Ерік Лінд (швед. Nils Erik Lindh; 23 жовтня 1889 року, Стокгольм — 6 лютого 1957 року, Стокгольм) — шведський двоборець та стрибун на лижах з трампліна. Учасник Перших Зимових Олімпійських ігор.

## Кар'єра
Нільс Лінд народився у Стокгольмі та виступав за лижне відділення клубу Юргорден ІФ. Тричі ставав чемпіоном Швеції у стрибках з трампліна: 1913, 1918 та 1919 роках
У 1924 році Нільс Лінд представляв Швецію на перших в історії зимових Олімпійських іграх у французькому місті Шамоні. Він виступав у двох звичних для себе дисциплінах, лижному двоборстві та стрибках з трампліна. У стрибках з трампліна Лінд посів дев'яте місце, на 0,6 бала поступившись швейцарському спортсмену Александру Жірар-Біллю. На турнірі з двоборства Лінд завершив перший етап, лижні перегони, на 21 місці. У другому етапі турніру він не брав участі.